# Montecasino (Albacete)
Montecasino o Monte Casino, también conocido como casa de Agustín Flores, es un edificio modernista de principios del siglo XX situado en la ciudad española de Albacete.

## Historia
El edificio fue proyectado en 1915 en la emblemática calle Tesifonte Gallego de la capital albaceteña, esquina con la calle Dionisio Guardiola, como vivienda de lujo. 
Terminado en 1916, posteriormente albergó el casino al que debe su nombre: Montecasino.
Entre 2015 y 2016 fue rehabilitado tras una inversión de 600.000 € para albergar la sede central de La Caixa en Albacete.

## Características

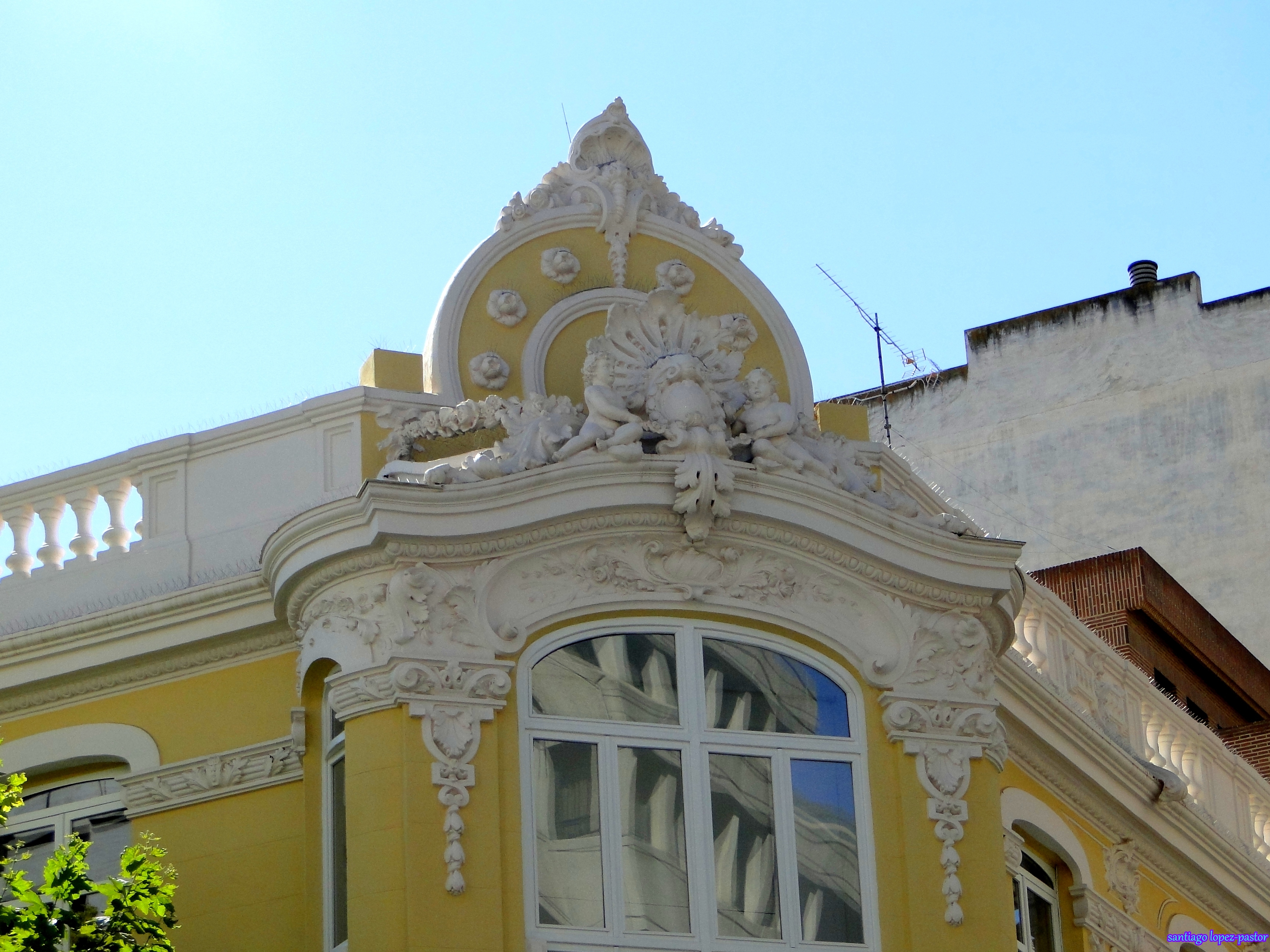
Detalle del chaflán

El edificio, de estilo modernista, tiene tres plantas y 1700 m² de superficie. Es obra del arquitecto Miguel Ortiz e Iribas. El arquitecto combinó distintos estilos influyentes en la época para dar lugar a un eclecticismo barroquizante. Está catalogado como Bien Protegido.
Además de su exterior, no menos destaca su interior, caracterizado por el gran lujo. Lugar de interés turístico de la capital albaceteña, en la actualidad alberga una Store de CaixaBank.